# Tauxigny
Tauxigny is een plaats en voormalige gemeente in het Franse departement Indre-et-Loire in de regio Centre-Val de Loire en telt 1090 inwoners (1999). De plaats maakt deel uit van het arrondissement Loches.

## Geschiedenis
Tauxigny is op 1 januari 2018 gefuseerd met de gemeente Saint-Bauld tot de gemeente Tauxigny-Saint-Bauld. 

## Geografie
De oppervlakte van Tauxigny bedraagt 36,1 km², de bevolkingsdichtheid is 30,2 inwoners per km².
De onderstaande kaart toont de ligging van Tauxigny met de belangrijkste infrastructuur en aangrenzende gemeenten.

## Demografie
Onderstaande figuur toont het verloop van het inwonertal (bron: INSEE-tellingen).